# نبرد نخست العلمین
نبرد اول العلمین نبردی است در جنگ جهانی دوم که در تاریخ ۱ ژوئیه تا ۲۷ ژوئیه سال ۱۹۴۲ میان نیروهای متحدین (آلمان نازی و ایتالیا) به فرماندهی فیلد مارشال اروین رومل و ارتش متفقین (بریتانیا، استرالیا، آفریقای جنوبی و نیوزلند) در صحرای آفریقا اتفاق افتاد و در نهایت با پیروزی متفقین و متوقف شدن نیروهای آلمانی در العلمین به پایان رسید.